# 岩惣
みやじまの宿 岩惣（みやじまのやど いわそう）は、広島県廿日市市の厳島（宮島）にある旅館。

## 施設
世界遺産厳島弥山の原始林を借景に、紅葉谷公園の入り口に建ち、厳島神社まで徒歩3分の位置にある。紅葉谷川に沿うように本館・新館、5つの離れからなる。客室はすべて和室、料理は懐石。広島の山と海の幸が提供される。以下、主に公式ホームページから参照
本館
- 紅葉橋のたもとに建つ。木造2階建[7]。玄関母屋は1892年（明治25年）、ロビーは1981年（昭和56年）改築時から[8]。
- 客室は5室。風呂はないため新館の方で利用することになる。

新館
- 紅葉谷を望む形で建つ[9]。5階建[4]。
- 客室は29室。全室バス・洋式トイレ付。車椅子のままでもアプローチできる[9]。
- 130名収容できる宴会場「管弦」がある。
- 地階に「若宮温泉」と名付けられた温泉がある[3][5]。泉質は単純弱放射能冷鉱泉[10]。露天風呂では宮島の鹿が見られることもあるという[1][11]。

離れ
本館の奥側にある。一室一棟の平屋建が5つあり、公式的には4つ案内されている。以下本館に近い側（西側）から列挙する。
- 「錦楓亭」 - 1951年（昭和26年）竣工[12]。最も紅葉谷に溶け込んだ離れ。
- 「秋錦亭」 - 1928年（昭和3年）竣工[12]。内風呂あり。
- 「龍門亭」 - 浅野長勲が命名。1924年（大正13年）竣工[12]。
- 「洗心亭」 - 即中斎が命名。1950年（昭和25年）竣工[12]。内風呂あり。

これとは別に1933年（昭和8年）竣工の貴賓室として用いられている「錫福館」がある。

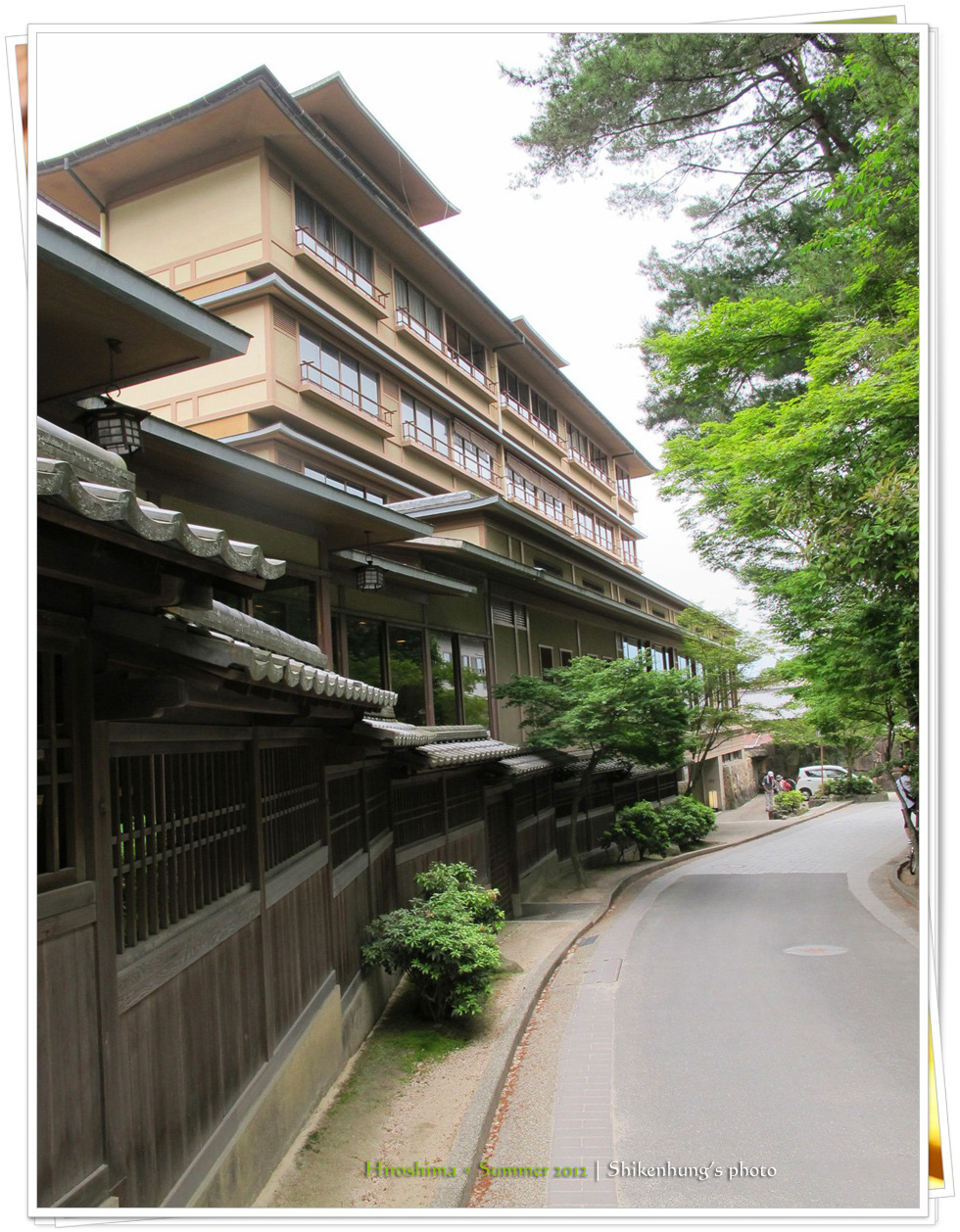
新館
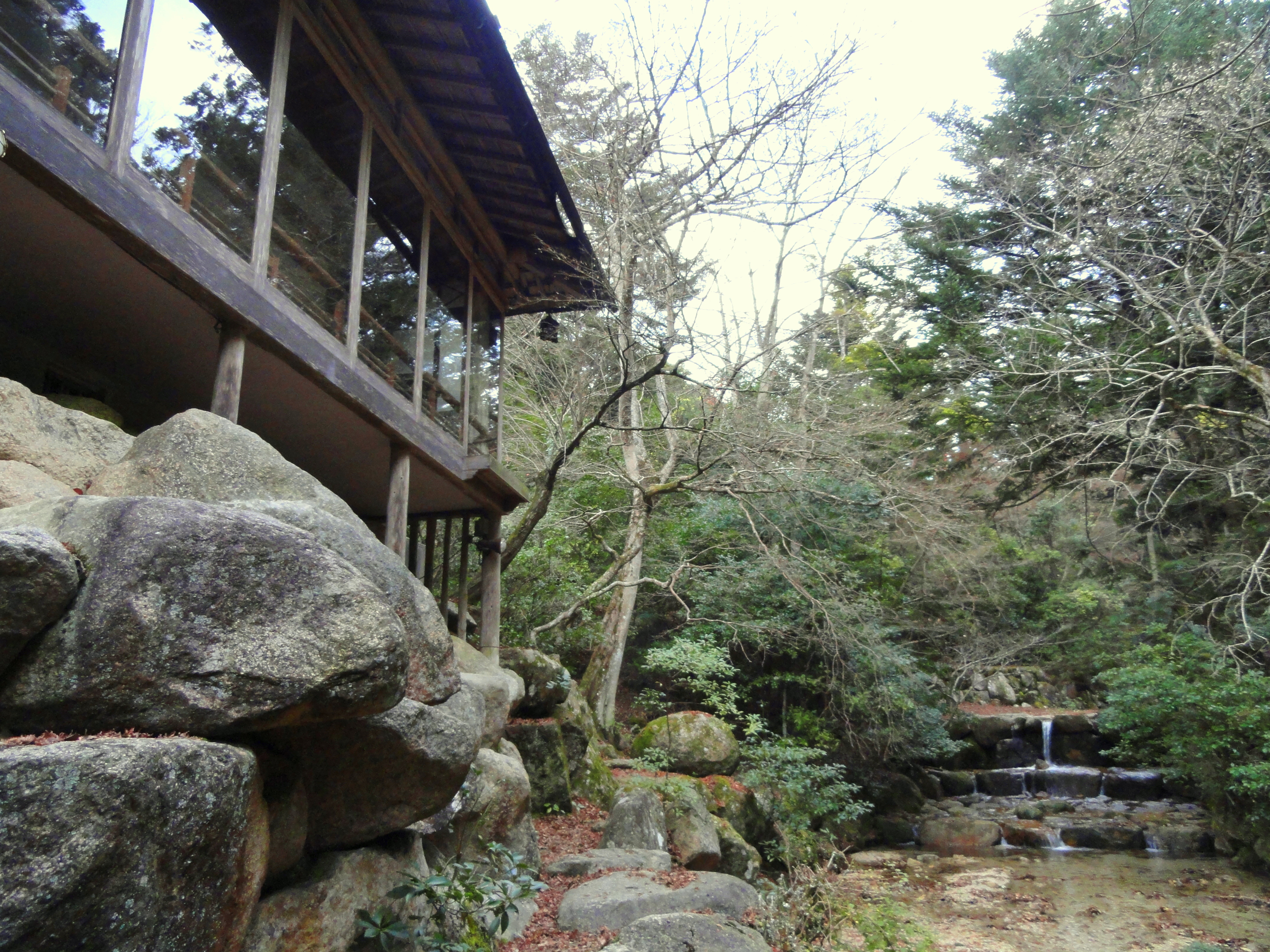
洗心亭。ここで吉川英治は『新・平家物語』を執筆した。写真中央の石積より右側が国重文紅葉谷川庭園砂防施設（廿日市市管理）。
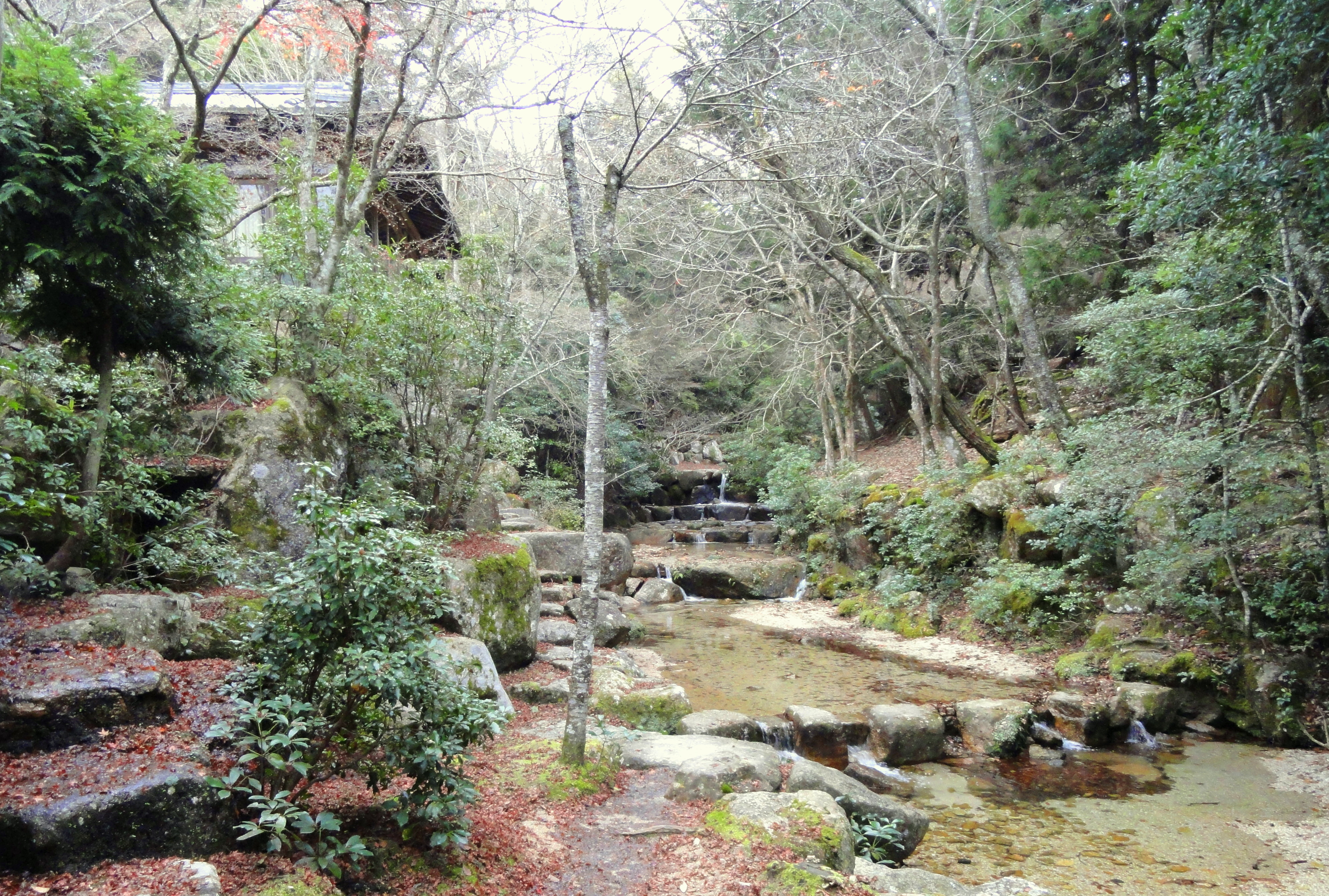
写真中央の路より左側が岩惣敷地。写真中央の石積より右側が紅葉谷川庭園砂防施設。
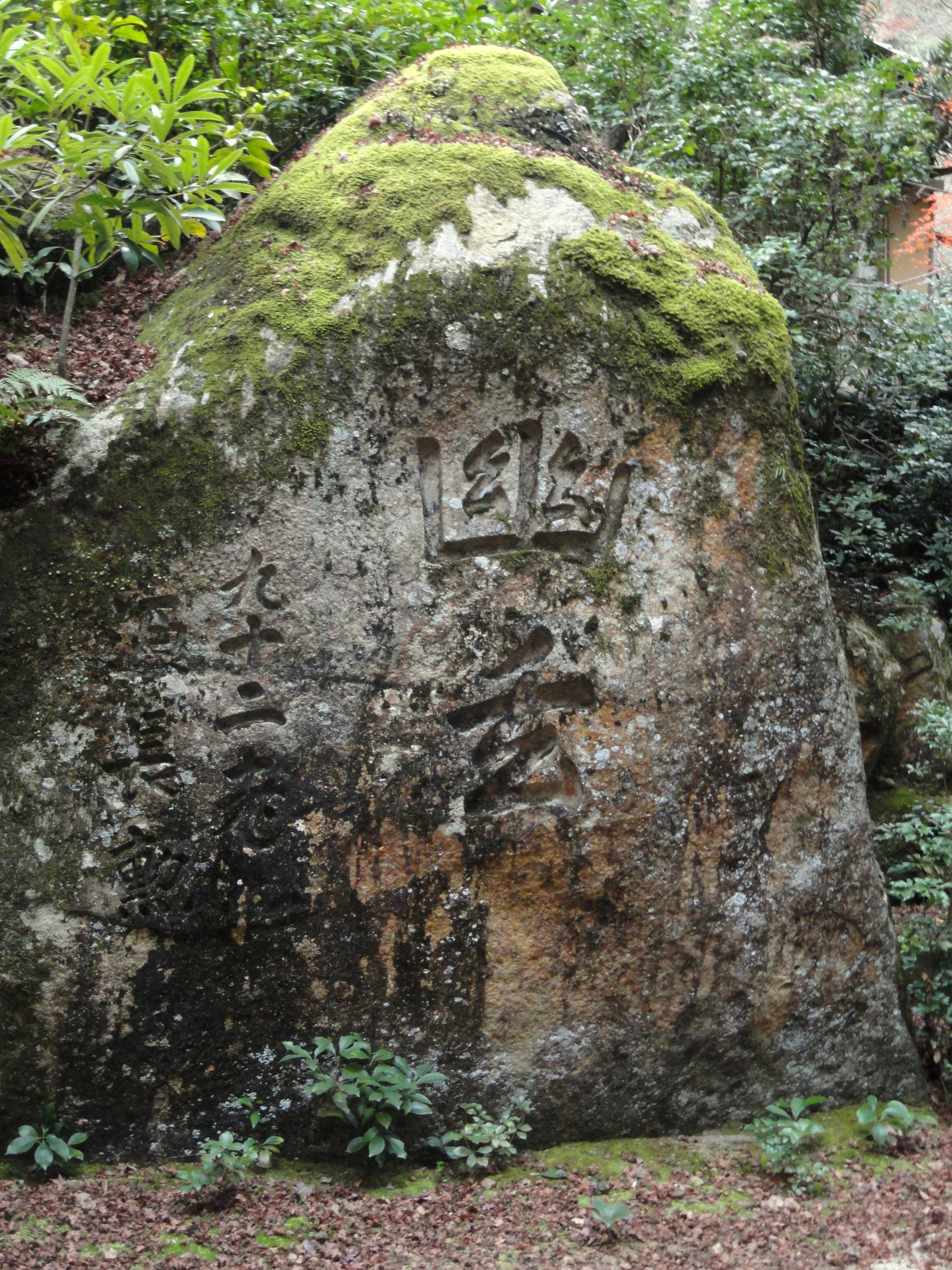
ひょうたん桟敷にある浅野長勲揮毫「幽玄」。

## 沿革

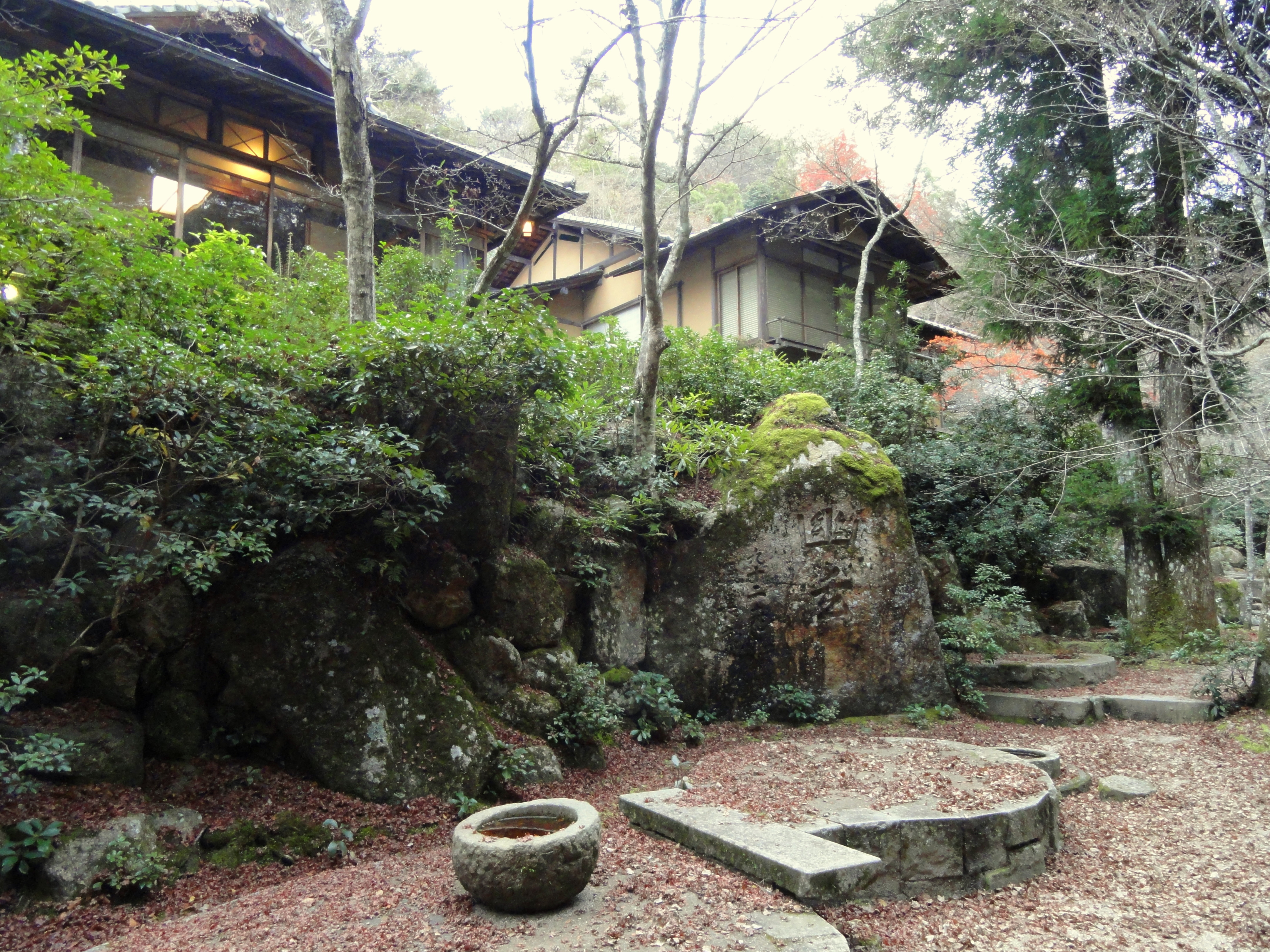
ひょうたん桟敷。川座敷跡地に岩惣が庭園砂防竣工記念として整備した。

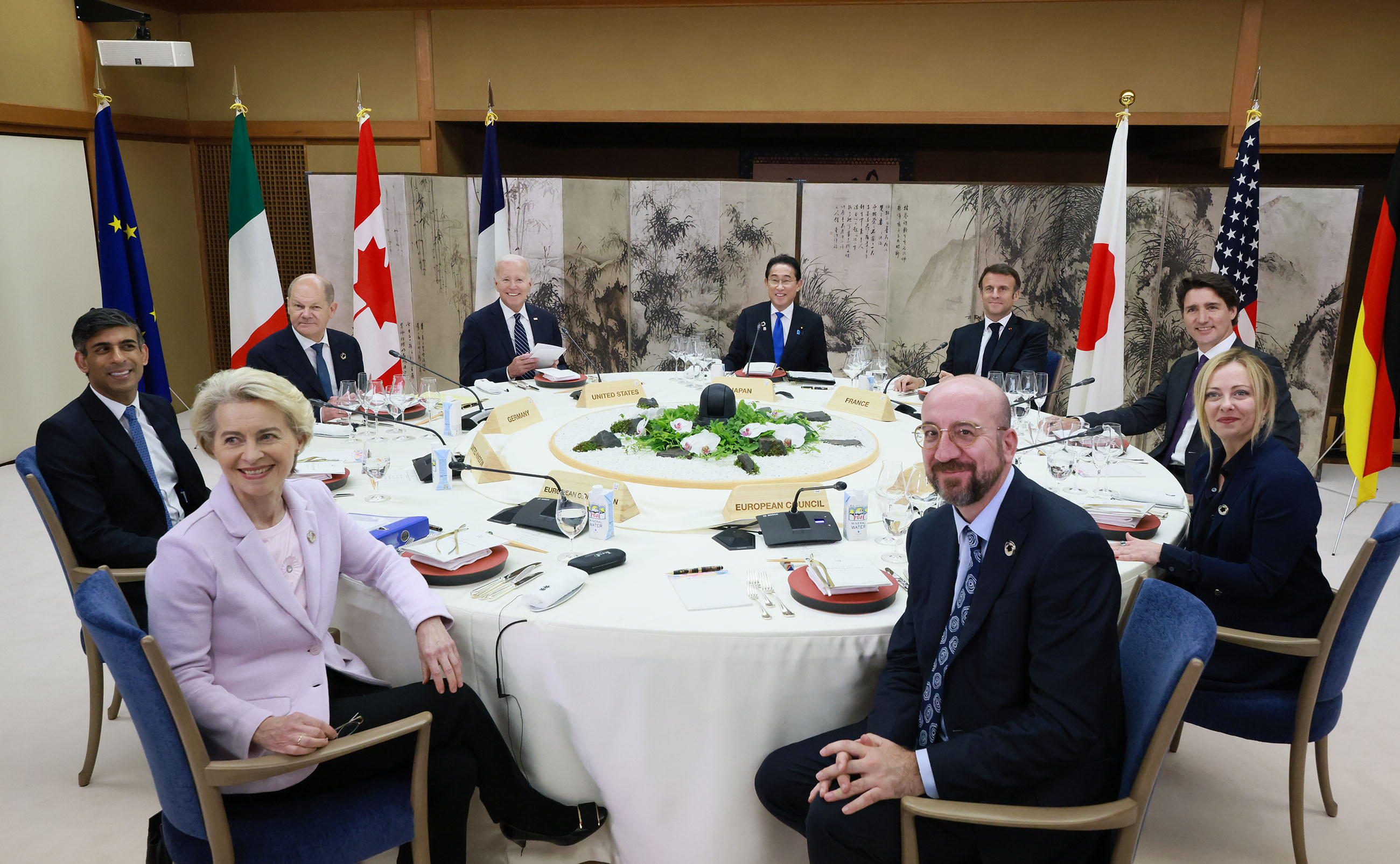
2023年G7広島サミット。

厳島神社で管絃祭が行われると、周辺ではその前後1ヶ月間市がたち賑わっていた。それに目をつけた初代岩国屋惣兵衛は、嘉永年間（1848年-1855年）因幡屋茂吉と共に紅葉谷の開拓を広島藩宮島奉行所に願い出る。これが認められ、惣兵衛と茂吉は紅葉谷川を挟んで競いあうように地をならし草木を植え亭を建てた。そして2人は亭を結ぶように橋をかけた。これが現在の紅葉谷公園となる。惣兵衛と茂吉は谷守であった。
安政元年（1854年）、惣兵衛は茶店を開業する。岩惣の名はこの岩国屋惣兵衛からきている。
明治に入ってすぐ旅館として開業した。明治25年（1892年）、弥山木を利用して母屋、現在の玄関部を建築した。
岩惣公表によると、当時の女将が「なにかお客様に岩惣でしか味わえないお茶菓子をお出ししたい」とカステラ生地の中にこしあんを入れたまんじゅうを考案、それを高津堂の高津常助に制作を依頼して明治39年（1906年）「紅葉形焼饅頭」のちのもみじ饅頭が誕生した（伊藤博文が岩惣の茶屋で休憩していた折、給仕した娘の手を見て「なんと可愛らしい紅葉のような手であろう、食べてしまいたい」と冗談を言ったのを岩惣の女将が聞きとめ依頼した、という風説もある。一般には、岩惣の女将が高津に依頼、高津が試行錯誤の末もみじ饅頭の考案したとされる。）
大正から昭和初期にかけて、川座敷や離れが建てられた。現在も残る離れでは、龍門亭が大正13年（1924年）、秋錦亭が昭和3年（1928年）、錫福館が昭和8年（1944年）に建てられている。
昭和20年（1945年）9月、枕崎台風が宮島を襲い紅葉谷川で土石流が発生、岩惣も被災し川座敷が流出した。岩惣は自力で復旧している。その後に紅葉谷川の復旧工事が進められ、紅葉谷川庭園砂防施設が完成した。
昭和22年（1947年）12月5日、昭和天皇が宮島を訪問（昭和天皇の戦後巡幸）。岩惣が宿泊所にあてられた。
平成14年（2002年）、明治時代から使用していた井戸を調べた結果、地下5mからラドンを含む良質の源泉が見つかった。源泉周辺は昔、若宮ヶ原と呼ばれていたことから若宮温泉と名が付けられた。
逗留者のリストには、各国皇族、政治家、文化人など、日本の近代史を彩る人びとの名が綺羅星の如く並ぶ。平成20年（2008年）G8議長サミット（第34回主要国首脳会議）のゲスト宿泊地、平成28年（2016年）G7外相会合（第42回先進国首脳会議）の会食会議場に用いられた。また、令和5年（2023年）G7広島サミット（第49回先進国首脳会議）ではセッション3（ワーキング・ディナー）「外交・安全保障」の会談会場となった。

## 交通
- 宮島桟橋から徒歩15分[1]